# Landgangsfartøj
Landgangsfartøjer anvendes i amfibiekrigsførelse til at landsætte tropper i kystområder. Danmark har ikke den store tradition for moderne amfibiekrigsførelse, så engelske termer er udbredt.

## Landgangsbåde
Landgangsbåde er fladbundede fartøjer, der kan komme helt ind på stranden og sætte tropper og køretøjer i land. Landgangsbåde er afhængige af moderfartøjer eller kan kun anvendes over korte stræk.
- LCVP - Landing Craft, Vehicle/Personnel; kan transportere en deling eller fx en Land Rover m. påhængsvogn.
- LCU – Landing Craft, Utility; kan transportere 1-4 kampvogne.
  - Mehrzwecklandungsboot 520 fra Deutsche Marine.
- LCP – Landing Craft, Personnel; kan transportere en gruppe.
  - Søværnet har fire LCP, kaldet indsatsfartøjer, om bord på Absalon-klassen.
- LCA – Landing Craft, Assault; anvendt af Storbritannien i 2. verdenskrig til en deling.
- LVT – Landing Vehicle, Tracked; bæltekøretøjer der kan sejle i land.
- LCAC - Landing Craft, Air Cushion; luftpudebåde der kan landsætte styrker et godt stykke inde i land.

## Landgangsskibe
Landgangsskibe er fladbundede skibe med varpankre, der kan komme helt ind på stranden og sætte tropper og køretøjer i land. Landgangsskibe kan selvstændigt foretage lange sørejser. Landgangsskibe er oftest udrustet med defensiv bevæbning mod luftangreb, men nogle, fx Kaliningrad, er også udrustet med raketkastere, til at beskyde stranden før landsætningen.
- LST - Landing Ship, Tank; en eskadron kampvogne i første bølge.
  - ARA Cabo San Antonio fra Falklandskrigen.
- LSL – Landing Ship Logistics; forsyningsskib til senere i en amfibieoperation.
  - RFA Sir Galahad fra Falklandskrigen.

## Moderfartøjer
Moderfartøjer er ikke bygget til at kunne sejle ind på stranden. I stedet for kan de fragte landgangsbåde over oceanerne til indsatsområdet. Desuden kan de garnisonere marineinfanteri og virke som kommandoskibe. Ofte har de operationsstuer om bord.
- LHA – Landing Ship, Helicopter, Assault; 1700-2000 marineinfanterister, 40-45 helikoptere, welldæk.
  - Tarawa-klassen.
- LHD – Landing Ship, Helicopter, Dock; 1700-2000 marineinfanterister, 40-45 helikoptere, større welldæk end LHA.
  - Wasp-klassen.
- LPH – Landing Platform, Helicopter; 1700-2000 marineinfanterister, 20 helikoptere, uden welldæk.
  - USS Guam.
- LPD – Landing Platform, Dock; 5-800 marineinfanterister, 4-6 helikoptere, 2-4 LCU'er.
  - HMS Fearless fra Falklandskrigen.
- LSD – Landing Ship, Dock; større welldæk, men færre tropper og udstyr om bord end LPD.
- APA – attack transport ship; troppetransportskip med landgangsbåde i davider (2. verdenskrig).

## Fleksible støtteskibe
Søværnet har to fleksible støtteskibe; L16 Absalon og L17 Esbern Snare. Skibskoden "L" antyder at det er landgangsfartøjer. De kan medbringe 200 soldater med køretøjer og 1-2 helikoptere kan lande på helikopterdækket.
I perioden 1962-67 havde Søværnet ti landgangsfartøjer af LCU-typen, opkaldt efter de nordiske guder.